# Henri Trilles
Henri-Louis-Marie-Paul Trilles (* 1866; † 1949) (auch R. P. Trilles oder R. P. H. Trilles) war ein französischer Missionar, Ethnologe und Afrikaforscher. Er leistete unter anderem einen wertvollen Beitrag zur Erforschung der Pygmäen in Zentralafrika.

## Leben
Trilles war Missionar der Congrégation du Saint-Esprit et du Saint-Cœur de Marie (kurz: Missionnaire du Saint-Esprit), deren Mitglieder auch kurz als Pères du Saint-Esprit (Väter vom Heiligen Geist) bezeichnet werden.

Er hielt sich von 1893 bis 1907 bei den Fang in Gabun (Französisch-Kongo) auf und verfasste ein Buch über ihren Totemismus.
Sein Buch Les Pygmées de la forêt équatoriale über die Pygmäen im äquatorialen Regenwald, überwiegend von Gabun, behandelt deren Sitten, Gebräuche, Spiritualität (Sprache, Mythen, Tänze, Gesänge mit notierter Musik, Jagd, Fischfang, Sammeln, Toten-, Geburts- und Hochzeitszeremonien). Es bildet eine Art Fortsetzung zu dem 1887 erschienenen Pygmäenwerk von de Quatrefages.

## Werke
- Contes et légendes fang du Gabon (1905) édités par Henry Tourneux. Paris, 2002
- Proverbes, légendes et contes fang / par H. Trilles / Neuchâtel: Impr. P. Attinger, 190
- Les rites de la naissance chez les Fang. In: Bulletin de la Société neuchâteloise de géographie. - 1909–1910, t. 20, p. 403–411
- Dans les rivières de Monda (Gabon). Lille, Paris, Bruges, s.d. (avant 1911)
- Le totémisme chez les Fân.. . / par le R. P. H. Trilles [= H. Trilles]. Münster: Aschendorffsche Verlagsbuchhandlung, 1912 (Anthropos-Bibliothek. Internationale Sammlung ethnologischer Monographien; 1,4)
- Henri-Louis-Marie-Paul Trilles (C. S. Sp., Le P.). - Chez les Fang, ou Quinze années de séjour au Congo français. - Lille-Bruges: Desclée, De Brouwer et Cie, 1912
- Deux ans de voyages dans le Congo Nord. Paris, Desclee, De Brouwer & Cie. o.J ca. 1901
- Les Pygmées de la forêt équatoriale: cours professé à l’Institut catholique de Paris Preface du R.P. Pinard de la Boullaye. Introduction du R.P. Schmidt, Directeur du Musée pontifical du Latran [= Wilhelm Schmidt]. Paris: Bloud & Gay, 1932. (Ethnologische Anthropos-Bibliothek. Internationale Sammlung ethnologischer Monographien; 3,4)
- Contes et légendes pygmées. Paris: Librairie de l'oeuvre St-Charles 1935
- Mille lieues dans l'inconnu: en pleine forêt équatoriale, chez les Fang anthropophages / R.P. Trilles / Bruges: Librairie de l'Oeuvre Saint-Charles, [1935]
- L'âme du pygmée d'Afrique. Au coeur de la forêt équatoriale. P. Ed. du cerf. 1945
- Au Japon, Contes Et Légendes. R.P. Trilles. Paris: Librairie De L'oeuvre De Saint-Charles
- Fleurs noires et âmes blanches. Bruges, o. J.

## Namensvarianten
H. Trilles, R. P. H. Trilles, R. P. Trilles, Henri-Louis-Marie-Paul Trilles, Henri-L. Trilles, Henri Trilles, P. H. Trilles
| Personendaten    | Personendaten                                                                           |
| ---------------- | --------------------------------------------------------------------------------------- |
| NAME             | Trilles, Henri                                                                          |
| ALTERNATIVNAMEN  | Trilles, Henri-Louis-Marie-Paul (vollständiger Name); Trilles, R. P.; Trilles, R. P. H. |
| KURZBESCHREIBUNG | französischer Missionar, Ethnologe und Afrikaforscher                                   |
| GEBURTSDATUM     | 1866                                                                                    |
| STERBEDATUM      | 1949                                                                                    |